# 罗斯福号驱逐舰
罗斯福号驱逐舰（USS Roosevelt (DDG-80)）是美国海军阿利·伯克级驱逐舰的第三十艘，以美国总统富兰克林·D·罗斯福及夫人埃莉诺·罗斯福命名。
罗斯福号驱逐舰于1997年12月15日在密西西比州帕斯卡古拉的英戈尔斯造船厂安放龙骨，1999年1月10日下水，2000年10月14日服役。